# Prisonniers du paradis
Prisonniers du paradis (titre original en finnois : Paratiisisaaren Vangit) est un roman de Arto Paasilinna, paru en 1974.

## Résumé
Un avion nolisé de l'ONU s’écrase près d’un atoll désert dans l’océan Pacifique. Les passagers sont des bûcherons et d’autres travailleurs forestiers, des sages-femmes et des infirmières. Comme dans Le Lièvre de Vatanen, le narrateur est journaliste qui répond au nom de Paasilinna. 
Les naufragés de différentes nationalités (principalement Finlandais, Suédois, Norvégiens, Canadiens et Anglais) donnent beaucoup d’occasions au narrateur de se moquer des questions de la domination des langues et des stéréotypes nationaux. Il aborde aussi une véritable réflexion sur le relativisme. 
Les naufragés organisent une parodie de société idéale, car sans argent, la seule rémunération est une tasse d’alcool distillé servie dans leur café primaire[Quoi ?] en échange du travail pour la collectivité. Le narrateur insiste aussi sur l'existence d'un centre de planning familial distribuant des stérilets gratuitement. 
Cependant, le fonctionnement de la nouvelle société humaine s'avère si bancal que les Robinsons en herbe se rendent rapidement compte que leur collectivité n'a d'Utopie que le nom. Ils découvrent finalement qu’ils ne sont pas seuls sur l’île. Ils dressent un plan pour trouver de l’aide. D'aucuns se rendent compte que leur production artisanale d'alcool pourrait peut-être les aider…